# Elbert L. Lampson

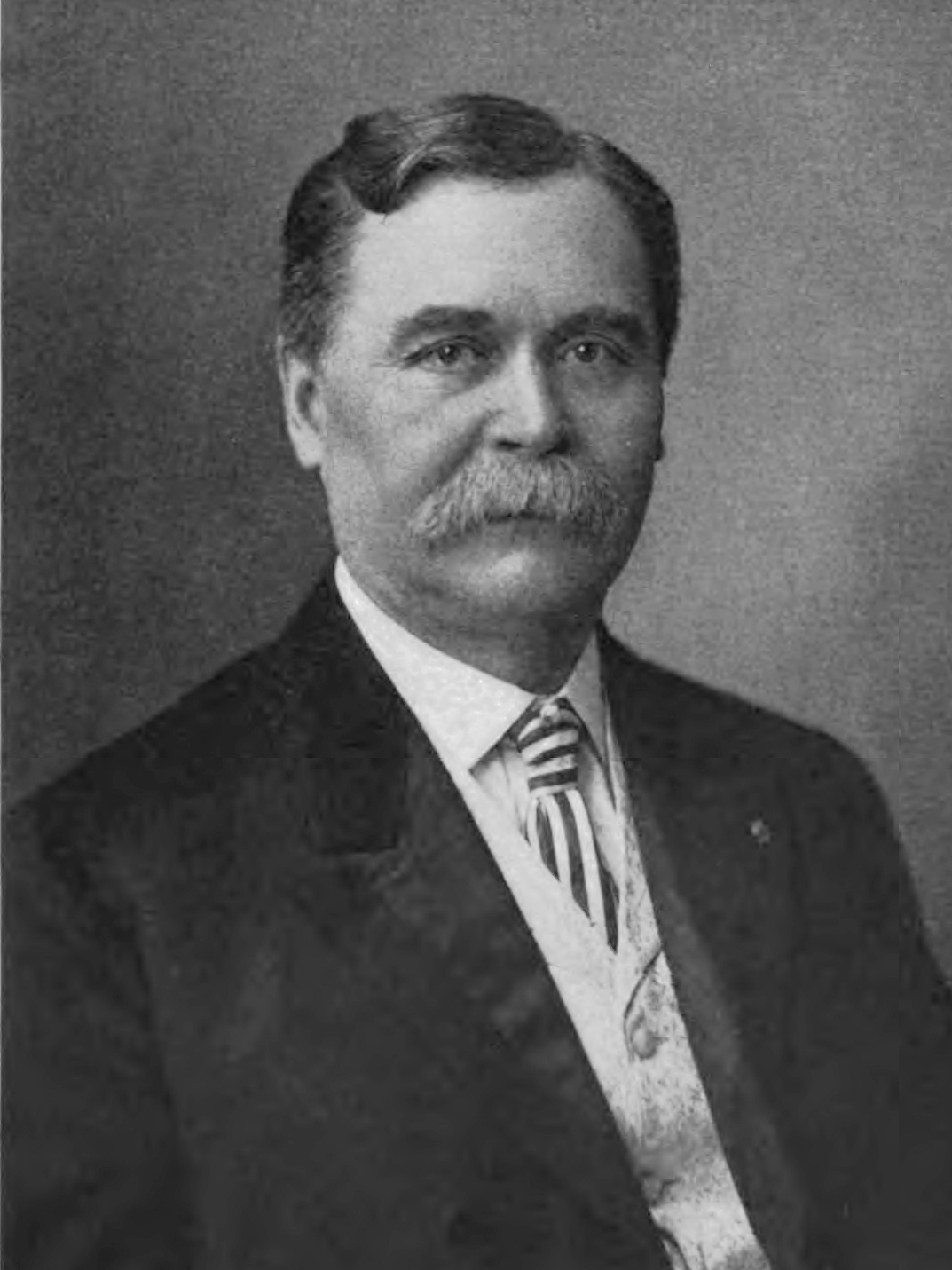
Elbert L. Lampson

Elbert Leroy Lampson (* 30. Juli 1852 in Windsor, Ashtabula County, Ohio; † 18. November 1930 in Jefferson, Ohio) war ein US-amerikanischer Politiker. Im Januar 1890 war er Vizegouverneur des Bundesstaates Ohio.

## Werdegang
Elbert Lampson wuchs auf der Farm seiner Eltern auf und besuchte die öffentlichen Schulen seiner Heimat, an denen er später für kurze Zeit auch als Lehrer unterrichtete. Im Jahr 1875 absolvierte er das Grand River Institute. Nach einem anschließenden Jurastudium an der University of Michigan und seiner 1878 erfolgten Zulassung als Rechtsanwalt begann er in Chardon in diesem Beruf zu arbeiten. Zwischen 1877 und 1885 war er auch Bezirksschulinspektor. Seit etwa 1883 zog er sich aus seiner Anwaltstätigkeit zurück und widmete sich anderen geschäftlichen Interessen. Dabei wurde er im Zeitungsgeschäft als Verleger und Herausgeber verschiedener Zeitungen tätig. Außerdem stieg er in das Bankgewerbe ein und wurde Vizepräsident der Jefferson Banking Company. Später arbeitete er unter anderem auch in der Immobilienbranche.
Politisch schloss sich Lampson der Republikanischen Partei an. Im Juni 1884 nahm er als Delegierter an der Republican National Convention in Chicago teil. Zwischen 1886 und 1890 saß er als Abgeordneter im Repräsentantenhaus von Ohio, dessen Speaker er seit 1888 als Nachfolger von John Clay Entrekin war. 1889 wurde er von seiner Partei an der Seite von Joseph B. Foraker als Vizegouverneurskandidat in Ohio nominiert. Während Foraker bei der Wahl seinem demokratischen Gegenkandidaten unterlag, wurde Lampson zum Vizegouverneur gewählt. Er trat sein Amt am 13. Januar 1890 an. Dabei war er Stellvertreter des neuen Gouverneurs James E. Campbell und Vorsitzender des Staatssenats. Er konnte dieses Amt allerdings nicht lange behalten. Die Demokraten, die die Mehrheit im Senat hatten, setzten seine Absetzung zu Gunsten ihres Kandidaten William V. Marquis durch. Dadurch musste Lampson bereits am 31. Januar 1890 seinen Posten als Vizegouverneur wieder aufgeben.
Zwischen 1892 und 1894 gehörte Elbert Lampson dem Senat von Ohio an. Von 1895 bis 1911 bekleidete er das Amt des Reading Clerk im Repräsentantenhaus der Vereinigten Staaten in Washington, D.C. Im Jahr 1912 war er Delegierter auf einem Verfassungskonvent seines Staates. Bei fünf Präsidentschaftswahlkämpfen unterstützte er aktiv den jeweiligen republikanischen Kandidaten. Er war mit Mary Louella Hurlbut verheiratet, mit der er vier Kinder hatte. Elbert Lampson starb am 18. November 1930 in Jefferson.